# Corimus lepidus
Corimus lepidus es una especie de coleóptero de la familia Silvanidae.

## Distribución geográfica
Habita en Singapur y Malasia.